# Eddington (film)
Eddington è un film del 2025 scritto, diretto e co-prodotto da Ari Aster.

## Trama
Nel maggio del 2020, nel pieno della pandemia di COVID-19, delle proteste per la morte di George Floyd e della campagna elettorale per le presidenziali di novembre, la cittadina di Eddington, nel Nuovo Messico, sale agli onori della cronaca nazionale quando una disputa tra lo sceriffo Cross e il sindaco García diventa virale, mettendo gli abitanti gli uni contro gli altri.

## Produzione
Aster ne aveva scritto la sceneggiatura ancora prima di esordire con Hereditary - Le radici del male (2018), aggiornandone poi l'ambientazione al 2020. Le riprese si sono svolte in Nuovo Messico da marzo a maggio del 2024, ad Albuquerque e Truth or Consequences. Il direttore della fotografia Darius Khondji ha girato il film nel formato widescreen, anziché in Cinemascope come avrebbe voluto la sua natura di western contemporaneo. La color correction è cominciata ad aprile 2025.
Il film ha un budget di 25 milioni di dollari.

## Colonna sonora
La colonna sonora del film è stata composta da Bobby Krlić, alla sua terza collaborazione con Aster, dopo Midsommar - Il villaggio dei dannati e Beau ha paura, insieme a Daniel Pemberton.

## Promozione
Il teaser trailer del film è stato diffuso online il 14 aprile 2025.

## Distribuzione
Il film è stato presentato in anteprima il 16 maggio 2025 al 78º Festival di Cannes e poi distribuito nelle sale cinematografiche statunitensi dalla A24 a partire dal 18 luglio 2025. In Italia, sarà distribuito da I Wonder Pictures dal 17 ottobre 2025.

## Accoglienza

### Incassi
Il film ha incassato 11792349 $.

### Critica
Sul sito web aggregatore di recensioni Rotten Tomatoes, il 69% delle 232 recensioni dei critici è positivo. Il consenso del sito recita:
"Eddington vanta un cast stellare, una regia coraggiosa di Ari Aster e una storia fuori dagli schemi, ma il suo depistaggio tonale spesso lascerà gli spettatori con il fiato sospeso". Metacritic, che utilizza una media ponderata, ha assegnato al film un punteggio di 64 su 100, basato su 44 critici, indicando recensioni "generalmente favorevoli".
Nel giugno 2025, IndieWire ha classificato il film al numero 74 nella sua lista dei "100 migliori film degli anni 2020 (finora)". 
In Italia, il film ha ricevuto pareri contrastanti. Su Cinematografo il critico Federico Pontiggia scrive che "Aster ci prende le misure, ci toglie le distanze, ci sprofonda in un noir demente, fesso – più che ferro - e fuoco", mentre Sergio Sozzo su Sentieri Selvaggi lo descrive come un "pamphlet sulle isterie dei presente con la programmaticità a efferatezza progressiva di un apologo dei Coen e la gittata satirica di un episodio dei Simpson, nel bene e nel male".
Teo Youssoufian su CineFacts da Cannes 2025 ne parla come di "un’opera ambiziosa, imperfetta e urgente, il film di un autore che si è evidentemente preso tutte le libertà a lui concesse e che riflette con lucidità sull’impossibilità di trovare un linguaggio comune in un’epoca in cui persino le tragedie condivise vengono vissute in bolle separate."

### Intervista al regista
Su Cahiers du cinéma il film Eddington dà occasione al regista di esprimersi sulla sua visione del mondo contemporaneo che nel suo western emerge senza sfumature. L'iper-individualismo cresciuto in modo esponenziale con gli smartphone ha prodotto un mondo dove nessuno è più d'accordo sul concetto di "reale". La tematica del western classico è quella della fondazione di nuova società, l'invenzione della legge di fronte all'anarchia e in ciò ci si trova di fronte a una nuova frontiera. Con l'intelligenza artificiale ci si trova di fronte a una nuova frontiera ancora. Il regista sostiene che le immagini generate dall'intelligenza artificiale  in un anno sono già diventate normali. Ma che ciò non è normale, è demenziale. Da notare, nelle parole del regista, la responsabilità che individua nelle distorsioni della sinistra anni sessanta le qual sarebbero la matrice di molte teorie complottiste, negli Stati Uniti, che si osservano a destra nella prima parte del XXI secolo.